# یواس‌اس گت در (اس‌پی-۵۷۹)
یواس‌اس گت در (اس‌پی-۵۷۹) (به انگلیسی: USS Get There (SP-579)) یک کشتی بود که طول آن ۵۸ فوت ۱٫۵ اینچ (۱۷٫۷۱۷ متر) بود. این کشتی در سال ۱۹۱۶ ساخته شد.